# 1929年の航空
< 1929年
1928年の航空 - 1929年の航空 - 1930年の航空

## 航空に関する出来事
- 1929年 - スウェーデン製複葉戦闘機、スベンスカ ヤクトファルクが初飛行した。
- 1929年 - 米国の航空機メーカー、グラマンが設立される。
- 1929年 - 中島飛行機の航空エンジン「寿」が耐空審査に合格する。
- 1929年 - パンアメリカン航空（パンナム）が運航を開始。
- 1929年 - Delta Air Service (後のデルタ航空）が旅客運行を開始した。
- 1929年 - サンダース・ロー社が設立された。
- 1月1日 - LOTポーランド航空が設立された。

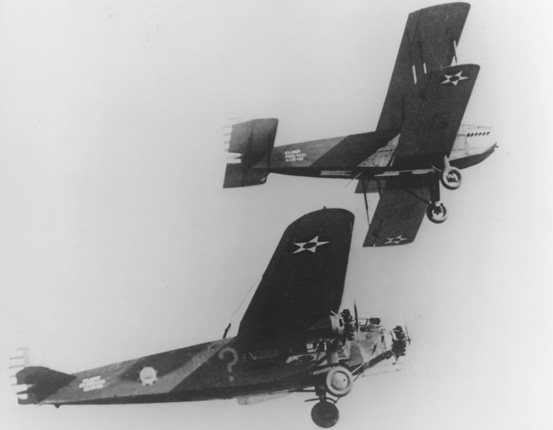
クエスチョンマーク号 (下方)

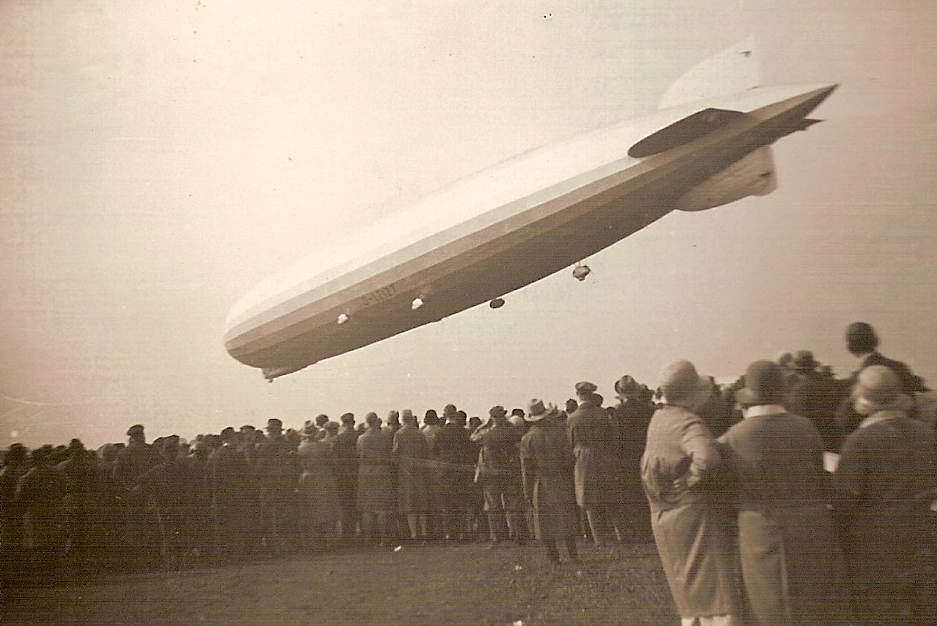
LZ 127「グラーフ・ツェッペリン」

- 1月1日〜7日 - アメリカ陸軍のアイラ・エーカー、カール・スパーツらの搭乗したクエスチョンマーク号(Question Mark)が、空中給油による連続無着陸飛行の記録を作った
- 4月24日 - イギリスのパイロット、アーサー・ジョーンズ＝ウィリアムズとノーマン・H・ジェンキンスがフェアリー長距離単葉機でイギリスのクランウェルからカラチまでの6,646 kmを50時間48分で飛行した。
- 6月16日 - フランスのジャン・アッソラン、ルネ・ルフェーブル、アーマン・ロチが搭乗するベルナール 191G.R.「カナリア号」がアメリカのメイン州からフランスまでの大西洋横断飛行に成功した。フランス人最初の無着陸大西洋横断飛行成功である。この飛行機にアメリカ人、アーサー・シュライバーが隠れて乗り込んだ。（日付は到着のヨーロッパ時間、出発はアメリカ時間13日で30時間ほどの飛行）
- 6月13日 - アメリカのパイロット、ロジャー・クインシー・ウイリアムズ（Roger Quincy Williams）とルイス・ヤンシー(Lewis Alonzo Yancey)の搭乗したベランカ モノプレーン「グリーン・フラッシュ」がローマまでの無着陸横断飛行をめざして、オールドオーチャードビーチを出発しようとしたが、主脚が壊れ離陸に失敗した。この様子は映画が残っている。[1]
- 7月9日 - ロジャー・クインシー・ウイリアムズとルイス・ヤンシーがベランカ モノプレーン「パスファインダー」でオールドオーチャードビーチからスペインのサンタンデール まで無着陸飛行した。スペインで給油してローマに到着した。

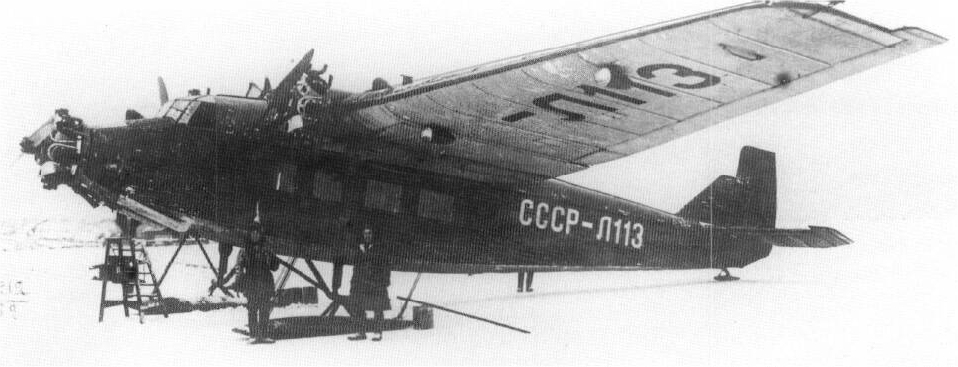
ANT-9

- 7月10日〜8月8日 - ソビエトのミハイル・グロモフがANT-9でモスクワからベルリン・パリ・ロンドンを訪問飛行した。飛行距離は9037km、飛行時間は53時間であった。
- 8月 - ポーランドのズィグムント・プワフスキが設計した全金属製高翼単葉機、P.1が初飛行した。
- 8月8日〜29日 - 飛行船 LZ 127 グラーフツェペリンが、平均速度114 km/hで34,200 kmを飛行し世界一周飛行を達成。航路は（フリードリヒスハーフェン→）ニュージャージー州 レイクハースト→フリードリヒスハーフェン→東京→ロサンゼルス→レイクハースト（→フリードリヒスハーフェン）。本拠地はフリードリヒスハーフェンであるが、メインスポンサーである出版業者のW・C・ハーストの要請により、自由の女神像を出発・終着点とした。
- 8月21日 - ラルフ・オニールが設立したNYRBA（New York, Rio, and Buenos Aires Line）がシコルスキー S-38をつかって、ブエノスアイレスとモンテビデオとの間で定期航行を始めた。
- 9月6日 - イギリスのCalshot Spitでシュナイダー・トロフィー・レースが開催された。優勝はリチャード・ウォグホーンの操縦するスーパーマリン S.6で平均529 km/hの記録であった。
- 9月30日 - フリッツ・フォン・オペルがロケット動力の航空機RAK-1で飛行する。

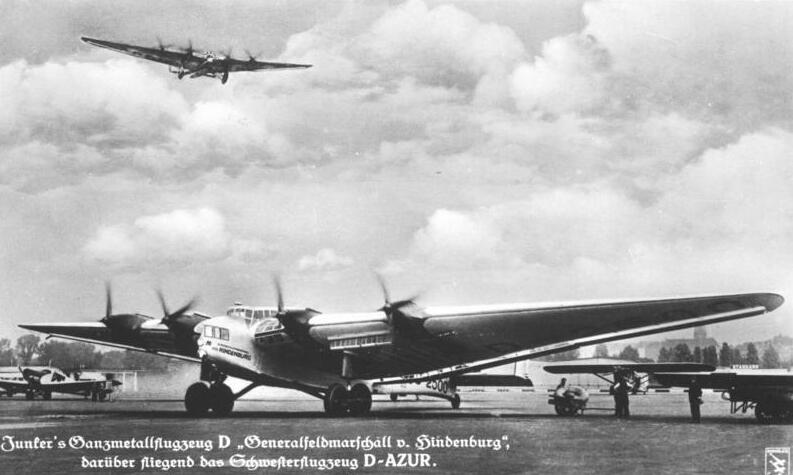
ユンカース G.38

- 11月6日 - 大型4発の旅客機/輸送機、ユンカース G.38が初飛行した。
- 11月26日 - ドイツのフリードリッヒ・カール・フォン・ケーニッヒ＝ヴァルトハウゼンが1928年8月9日から始めた20hpの軽飛行機、Klemm L.20での世界一周飛行を終えてベルリンに到着した。
- 11月28日〜29日 - リチャード・バードらが、南極大陸ロス氷原のリトル・アメリカ基地から南極点までの往復と初の南極点上空飛行に成功した。使用機はフォード4AT・3発機「フロイド・ベネット」号。飛行時間は15時間51分。
- 12月 - フランスのパイロット、デュドネ・コストとコドスがブレゲー19Aで8029kmの周回距離記録を樹立した。
- 12月17日 - イギリスから南アフリカのケープタウンまでの無着陸飛行に挑戦した、アーサー・ジョーンズ＝ウィリアムズとノーマン・H・ジェンキンスがチュニジアで山地に衝突し、死亡した。

## 1929年に初飛行した機体の画像

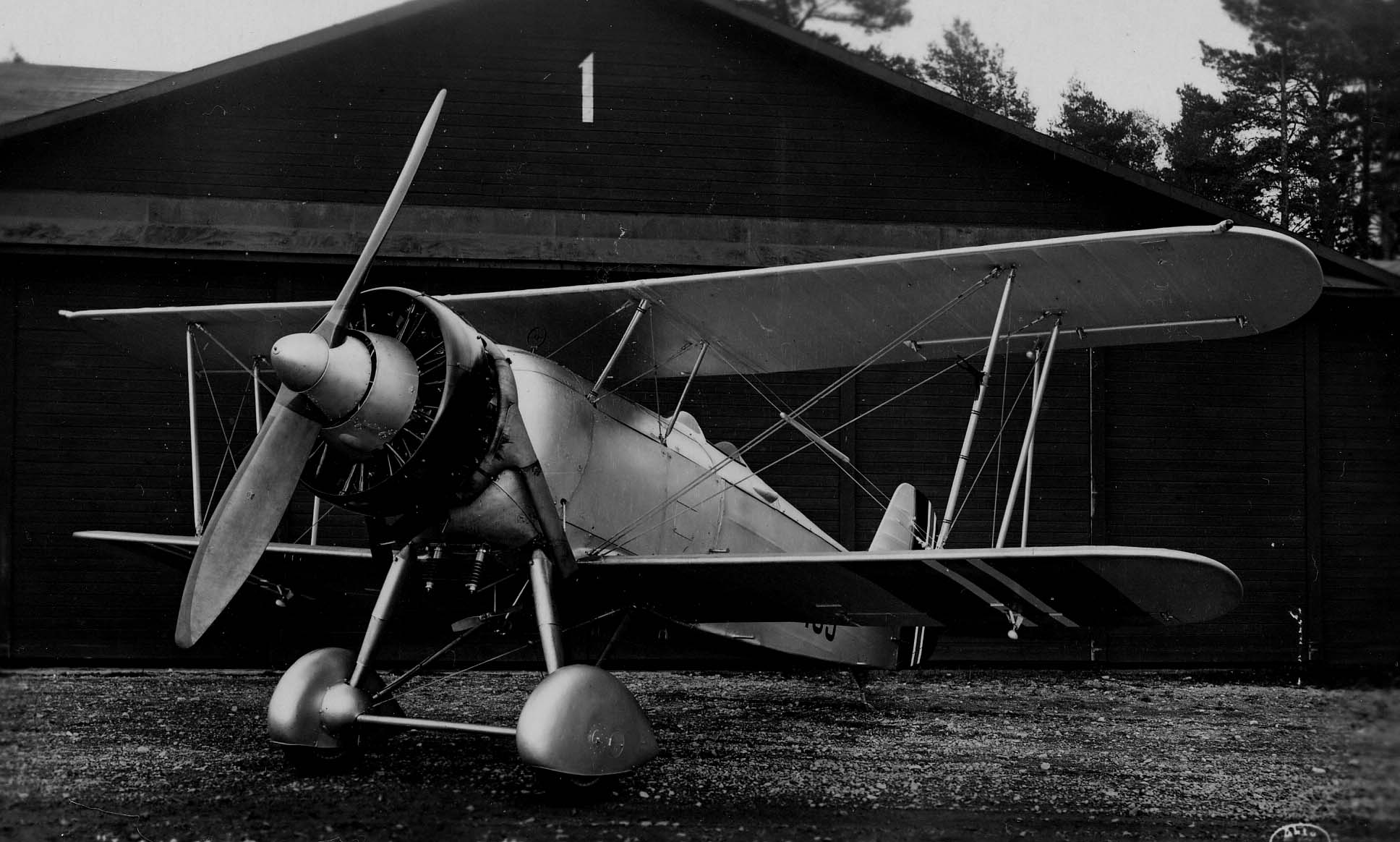
スベンスカ ヤクトファルク
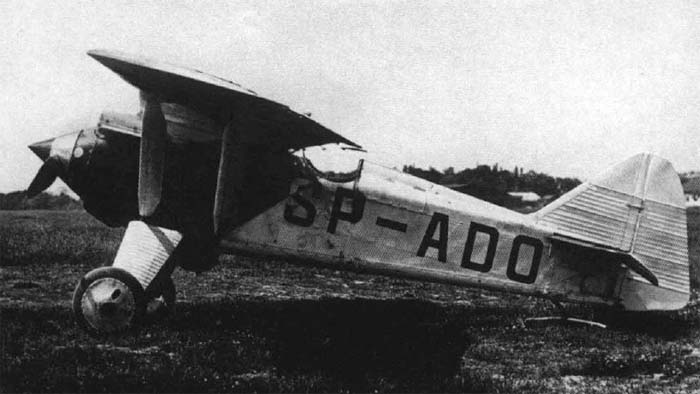
PZL P.1 （8月）
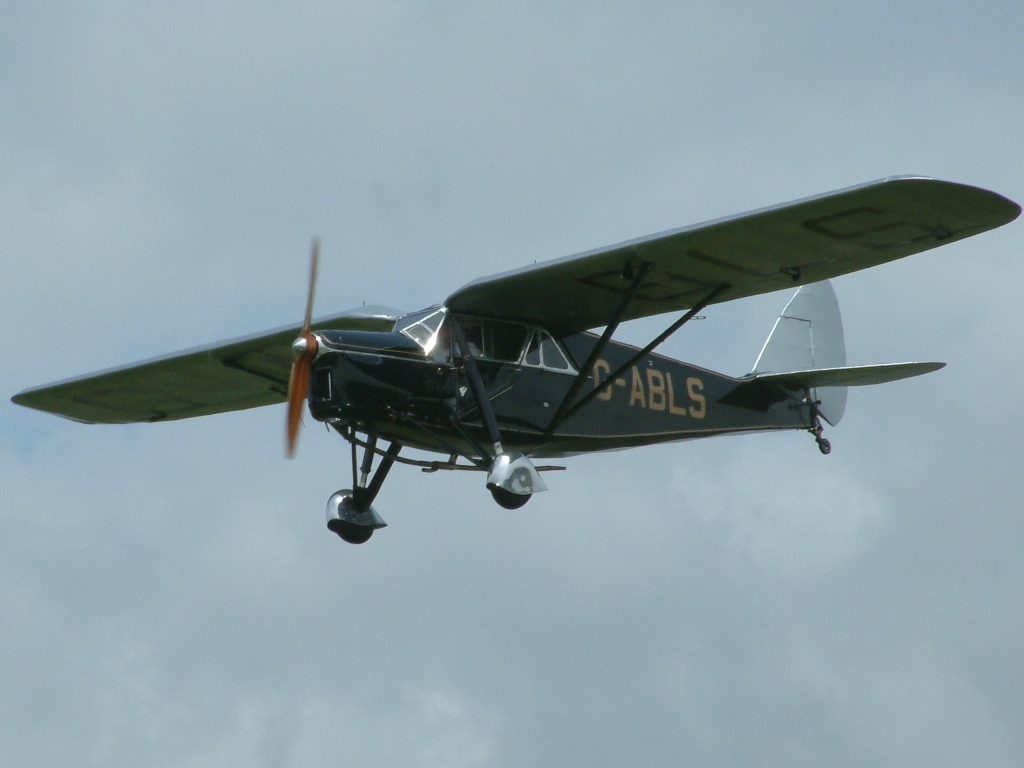
デ・ハビランド プス・モス （9月9日）
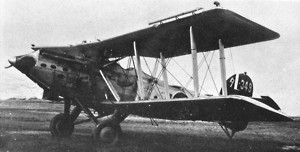
八九式艦上攻撃機 （12月28日）

## 航空に関する賞の受賞者
- ハーモン・トロフィー： デュドネ・コスト、ウィニフレッド・スプーナー、フーゴー・エッケナー
  - ナショナル・トロフィー：ジミー・ドーリットル
- イギリス飛行クラブ金賞：アーサー・ジョーンス＝ウィリアムズ、ノーマン・H・ジェンキンス

## 1929年の民間航空のデータ
| 国名           | 民間機数 | 定期航空路延長 | 旅客数  |
| -------------- | -------- | -------------- | ------- |
| アメリカ合衆国 | 6,763    | 57,600         | 165,263 |
| ドイツ         | 971      | 26,400         | 100,144 |
| フランス       | 882      | 27,520         | 25,256  |
| イギリス       | 829      | 8,488          | 28,260  |
| イタリア       | 548      | 13,088         | 25,298  |
| 日本           | 111      | 3505           | 3274    |
| ベルギー       | 83       | 4691           | 5264    |
| オランダ       | 45       | 4664           | 19,273  |

（出典：『飛行機の科学と芸術』：多田憲一:厚生閣:1932年）